# Шилинг

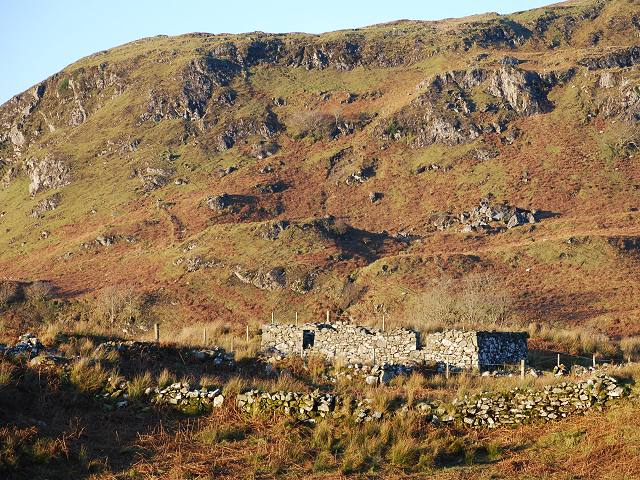
Разрушенный шилинг к югу от Обана

Шилинг (гэльск. àirigh; англ. sheiling, shealing и sheeling) — хижина или группа хижин, когда-то встречавшихся в диких или уединённых местах на холмах и в горах Шотландии и Северной Англии. Термин «шилинг» также относится к горному пастбищу, используемому для выпаса скота летом, и подразумевает перегон скота между пастушьими хижинами и поселением зимой.

## Этимология

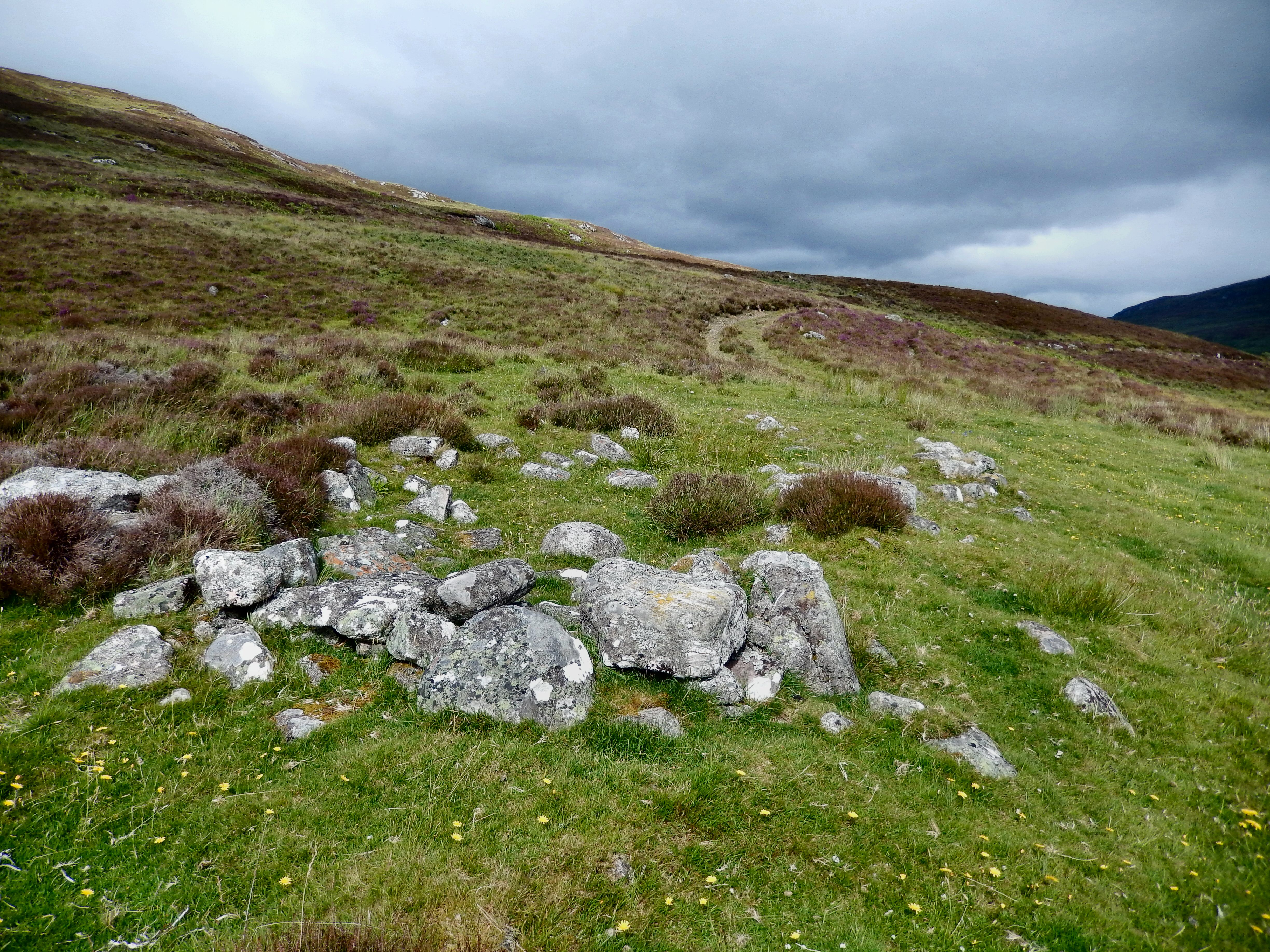
Руины шилинга в Катлогидж, недалеко от Лагган

Термин шилинг имеет шотландское происхождение, первоначально обозначавший летнее жилище на сезонном пастбище высоко в горах, в основном для пастухов, а позднее стал означать более прочное и постоянное небольшое фермерское каменное сооружение. Первое использование термина начинается с 1568 года. Термин происходит от shiel (шил), от северного диалекта среднеанглийского языка образует schele (скеле) или shale (шейл), вероятно, сродни древнеризийскому skul (скал), означающему «укрытие», и древнескандинавскому Skjol (скёл), означающему «укрытие», и Skali (скали), означающим «хижина».

## Сезонное жильё

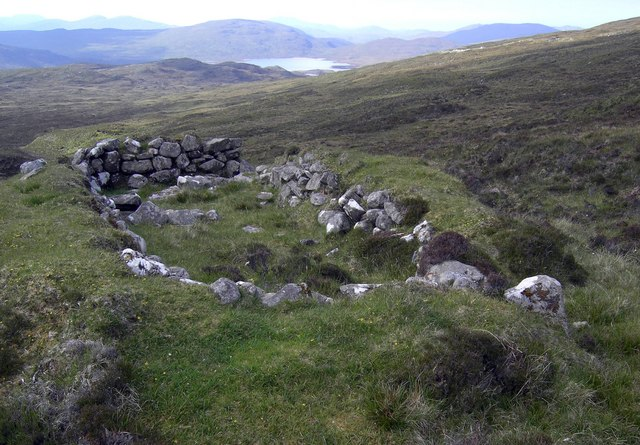
Разрушенное укрытие рядом с тропой Лох-Лангават, остров Льюис

В течение лета фермеры и их семьи жили в шилингах, возле пастбищ, где пасся скот на земле общего пользования. Укрытия пастухов, следовательно, были связаны с отгонным земледелием. Горные хижины, как правило, вышли из употребления к концу XVII века, хотя в отдалённых районах они всё ещё использовались до XVIII века.
Руины пастушьих хижин в изобилии находятся на высоких или удалённых землях в Шотландии и Северной Англии, наряду с географическими названиями, содержащими «шилинг» или гэльские эквиваленты, как, например: Поллокшилдс в Глазго, Аринагур на острове Колл, Галашилс в Скоттиш-Бордерс и Шилс-Бре возле Бьюкасл. Некоторые из них были построены из дёрна (см. Дерновый дом) и имеют тенденцию постепенно разрушаться и исчезать, но следы каменных построек сохраняются до сих пор. Некоторые укрытия имеют средневековое происхождение и иногда использовались постоянно после отказа от отгонного животноводства.
В своей книге «Потерянный Пиброх» (англ. The Lost Pibroch) 1899 года Нил Мунро называет укрытие чем-то временным:
|                  | the women, posting blankets for the coming shieling… |  | «женщины, выкладывающие одеяла для грядущего укрытия…» |  |
| англ. Neil Munro |                                                      |  |                                                        |  |

|                  | It was about the time Antrim… came scouring through our glens… with not a shieling from end to end, except on the slopes of Shira Glen… |  | «Это было примерно в то время, когда Антрим… пришёл, обыскивая через наши долины… без защиты от начала до конца, кроме как на склонах Шира Глен…» |  |
| англ. Neil Munro | |  | |  |

|                  | …for never a shieling passed but the brosey folks came pouring down Glenstrae, scythe, sword, and spear, and went back with the cattle before them… |  | «…потому что никогда не было защиты, но люди из племени броузи обрушили на Гленстра косы, мечи и копья, и вернули свой скот назад…» |  |
| англ. Neil Munro | |  | |  |

## В народной песне, литературе и поэзии

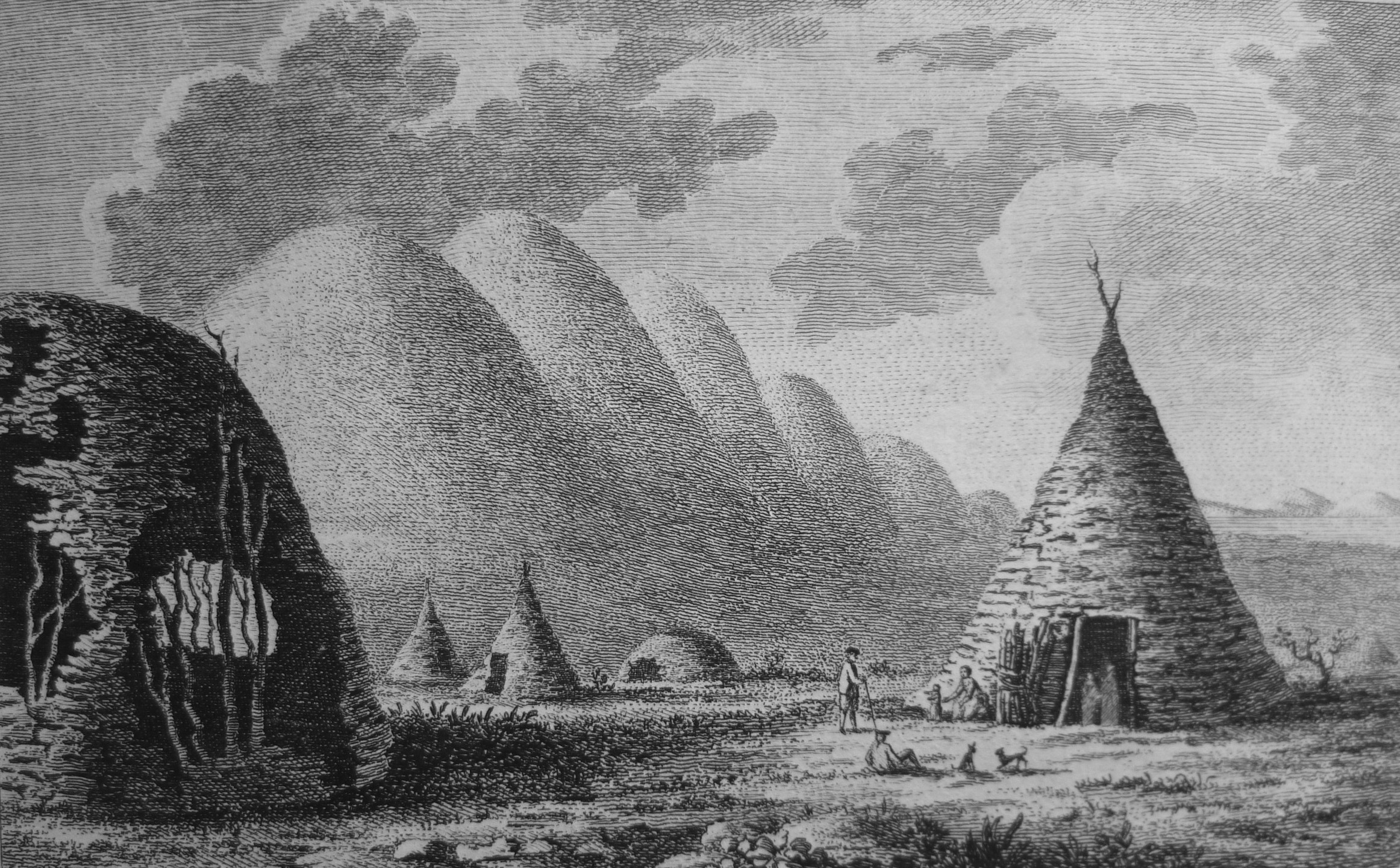
Укрытие XVIII века на острове Джура из шотландского тура Томаса Пеннанта в 1772 году

Известная народная песня Свадьба Майри (англ. Mairi's Wedding) содержит фразу англ. past the shieling, through the town («мимо укрытия, через город»). Гэльская песня (записанная в альбоме «Uam» шотландский народной певицы и мультиинструменталиста Джулией Фаулис) — скотс Bothan Àirigh am Bràigh Raithneach (чит.: «Ботан Айрай ам Брейг Рейтних»; пер. — «Хижина на склоне холма в Раннохе»), в то время как песня «поэта-ткача» Роберта Таннахила для «Джилли Каллум» (англ. Gilly Callum) начинается словами: 
|        | I'll hie me to the shieling hill, And bide amang the braes, Callum… |  | «Я подъеду к хижине на холме, И подожду Каллум»… |  |
| [ 16 ] |                                                                     |  |                                                  |  |

Шилинг представляет собой простую конструкцию, похожую на оболочку, также этот термин может описывать действие. Так, например, в романе 1820 года Вальтера Скотта «Монастырь» отмечено, что в Шотландии «защищающий (укрывающий) холм» был местом для отделения зерна пшеницы от мякины. Здесь шилинг — глагол, описывающий удаление мякины зерна пшеницы, в сочетании с существительным холм. Дальнейшее использование термина шил в этом порядке можно найти в романе «Чёрный карлик» Вальтера Скотта, в котором в 1816 году он писал: 
|                                         | …[We] took their swords and pistols as easily as ye wad shiel pea-cods. |  | «…Отобрать у них шпаги и пистолеты было не труднее, чем вышелушить горох из стручка» |  |
| Вальтер Скотт, пер. с англ. А. А. Вейзе |                                                                         |  |                                                                                      |  |

Временный характер укрытия и его расположение высоко на шотландских холмах упоминаются в песне Уильяма Шарпа 1896 года, которую он опубликовал под псевдонимом «Фиона Маклеод»:
|                     | I go where the sheep go, with the sheep are my feet… O lover, who loves me, Art thou half so fleet? Where the sheep climb, the kye go, There shall we meet! |  | «Я иду туда, куда идут овцы, с овцы мои ноги… О любящий, который любит меня, Ты наполовину так флот? Куда овцы лезут, кий, Там мы встретимся!» (Kye означает «крупный рогатый скот») |  |
| англ. Fiona MacLeod | |  | |  |

Термин шил найден в песне Роберта Бёрнса 1792 года — «Бесси и её вращающееся колесо» (англ. Bessy and her Spinnin' Wheel):
|        | On lofty aiks the cushats wail, And Echo cons the doolfu' tale; The lintwhites in the hazel braes, Delighted, rival ither's lays; The craik amang the claver hay, The pairtrick whirring o'er the ley, The swallow jinkin' round my shiel, Amuse me at my spinnin' wheel. |  | «На высоких айксах плачут кушаты, И эхо против поздних сплетен Ворсинки в орешниках карие, Восхищённая соперника ложь; Craik amang сенная болтовня, Сплетни, жужжащие над леем, Ласточка, шумящая вокруг моего шила, Развлекайте меня на моём вращающемся колесе |  |
| [ 23 ] | |  | |  |

Шилинг (шил, англ. shiel) также найден в стихотворении Роберта Бёрнса 1792 года — «Страна Лас» (англ. The Country Lass). Там упоминается шил, используемый для молочного производства, как указано в следующем разделе.
Выдержка из Преподобного Джона Макрери, умершего в 1907 году на острове Скай, касающийся укрытия в середине XIX века:
|  | Anns an àm ud bha suidheachadh na Gàidhealtachd air iomadh dòigh glé dhealaichte o mar a tha e aig an àm seo. Bha pìos mór de mhonadh aig a h-uile baile tuatha. Theirteadh ‘An Cul-cinn’ ris a’ mhonadh seo. Ann am mìos meadhan an t-samhraidh bha crodh a’ bhaile a’ dol a dh’ ionnsaidh a’ chul-cinn. Bha àiridhean air an togail as ùr gach bliadhna. Bhiodh gach té dhe gach àiridh dhiubh seo eadar a h-uile dithis no triùir dhen tuath, agus bhiodh mar seo dithis no triùir de nigheanan a’ cadal annta gach oidhche fad na h-ùine a bhiodh crodh a’ bhaile air a’ chul-cinn. Bha mu shia troidhean air leud, agus mu dheich troidhean air fad anns gach àiridh. Bha na ballachan aca air an togail dhe na pluic a bha air an gearradh as an riasg a bha faisg air làimh. Bha dà stuaidh agus dà dhoras orra. Bha na dorsan mu choinneamh a chéile, air dhòigh ’s gun dùinteadh an doras air am biodh a’ ghaoth. Cha robh còmhlachan riutha idir. Bha iad air an dùnadh le pluic. |  | В то время вид Нагорья Шотландии во многом отличался от нынешнего. У каждого городка была большая территория вересковой пустоши. Эта пустошь была известна как «Ан Кул-Цинн» (скотс An Cul-cinn). В середине лета деревенский скот пасся на заднем дворе. Шилинги перестраивались ежегодно. Каждое из этих укрытий находилось между двумя или тремя крестьянами, и, таким образом, две или три девушки спали в них каждую ночь, пока пасся скот. Укрытия были около шести футов в ширину и около десяти футов в длину. Их стены были построены из пробок, вырезанных из близлежащего дёрна. У них было два входа и две двери. Двери были обращены друг к другу, так чтобы с ветренной стороны дверь можно было закрыть для укрытия от ветра. Ставней не было. Они были забиты. |  |
|  | |  | |  |

## Сохранившиеся шилинги

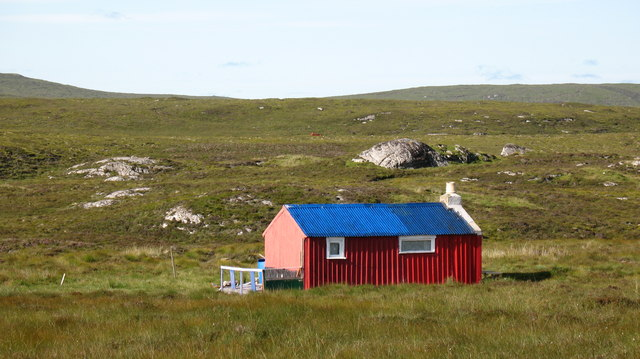
Красочное укрытие из нетрадиционных материалов от Льюиса

Среди многих сохранившихся шилингов в Шотландии и других местах, можно назвать англ. Shieling Cottage, Райт, Перт и Кинросс (англ. Perth и англ. Kinross), постройки XVIII века из глиняных кирпичей, изначально крытые соломой, ныне шифером.
Лоун-шиллинг (от англ. Lone Shieling — «одинокая хижина») — укрытие, построенное в 1942 году в канадском национальном парке Кейп-Бретон-Хайлендс по образцу шотландской хижины «ботран» (англ. bothran) или пастушьей хижины, которая использовалась летом, когда можно было перевезти пастись овец на холмы. Хижина имеет тот же дизайн, что и «лоун-шиллинг» на шотландском острове Скай, романтизированный в строчках: 
|       | From the lone shieling of the misty island Mountains divide us and the waste of seas — Yet still the blood is strong, the heart is Highland, And we in dreams behold the Hebrides |  | От одинокого укрытия туманного острова Горы разделяют нас и пустота морей — И всё же кровь сильна, сердце горное, А мы во снах созерцаем Гебридов. |  |
| [ 3 ] | |  | |  |

Дерек Купер в своей книге 1983 года об острове Скай предполагает, что изоляция хижин дала возможность для «сексуального эксперимента», и в качестве доказательства отождествляет пустошную местность под названием Àirigh na suiridh как лесным домиком любви. Песня скотс Bothan Àirigh am Bràigh Raithneach подтверждает это стихом: 
|        | And we'll rear them in a shieling on the Braes of Rannoch, in the brush-wood enclosed hut of dalliance. |  | «И мы возьмём их в качестве защиты от Браеса Ранноха, в зарослях кустарникового дерева» |  |
| [ 15 ] | |  |                                                                                         |  |

.
Здания на пустырях ремонтировались каждое лето, когда люди приходили со своим скотом; они делали масло и сыр, а также грутхим (англ. gruthim) — солёный творог с маслом.